# Liste der Monuments historiques in Saint-Étienne-sous-Barbuise
Die Liste der Monuments historiques in Saint-Étienne-sous-Barbuise führt die Monuments historiques in der französischen Gemeinde Saint-Étienne-sous-Barbuise auf.

## Liste der Objekte
| Bezeichnung        | Beschreibung                               | Standort                        | Kennzeichnung | Schutzstatus | Datum | Bild |
| ------------------ | ------------------------------------------ | ------------------------------- | ------------- | ------------ | ----- | ---- |
| Marienlebenfenster | aus der ersten Hälfte des 16. Jahrhunderts | in der Kirche St-Étienne (Lage) | PM10001918    | Classé       | 1908  |      |